# Bembidion confusum
Bembidion confusum är en skalbaggsart som beskrevs av Hayward. Bembidion confusum ingår i släktet Bembidion och familjen jordlöpare. Inga underarter finns listade i Catalogue of Life.